# Stàraia Lopatka
Stàraia Lopatka (en rus: Старая Лопатка) és un poble de l'óblast de Saràtov, a Rússia, segons el cens del 2010 tenia 73 habitants. Pertany al districte municipal de Petrovsk.